# Jesús María Tarriba
Jesús María Tarriba Unger, nasceu em Sinaloa, México, em 1 de setembro de 1962. Estudou Física na Universidade Nacional Autônoma do México - Unam, de 1982 a 1987. Na mesma Universidade, concluiu o seu Mestrado (1989) e Doutorado em Ciências Físicas (1990), formação à qual acrescentou um doutorado na mesma área na Universidade da Califórnia.
Atuou como analista quantitativo no Banamex de 1994 a 1997 e depois ocupou cargos de destaque no Santander, onde também foi analista e chefe de modelos de risco durante 16 anos. Em 2017, tornou-se especialista em modelos de risco financeiro para o Banco do México.
Seu destacado desempenho acadêmico foi reconhecido em 1994 com o prêmio Weizmann de ciências exatas pela melhor tese de doutorado, concedido pela Academia Mexicana de Ciências.
Em 17 de novembro de 2023, casou-se com sua antiga namorada e colega de faculdade, Claudia Sheinbaum, que em 1 de outubro de 2024 tornou-se a primeira presidenta eleita do México. Tornou-se o Primeiro-Cavalheiro do México.